# Madagascar
Madagascar, numele oficial Republique de Madagascar (Repoblikan'i Madagasikara), este o țară insulară aflată în Oceanul Indian, în partea estică a coastei Africii, în emisfera sudică.
Insula principală, denumită de asemenea Madagascar, este a patra insulă ca mărime din lume. Madagascarul este mediul natural pentru 5% din speciile de plante și animale, dintre care 80% sunt unice în lume. Printre exemplele cele mai notabile de biodiversitate se pot enumera infraordinul de primate al lemurienilor, trei specii de păsări endemice și șase specii de baobabi endemici.
Substantivul și adjectivul denumind pe cineva sau ceva originar din Madagascar, limba, etnicitatea și cetățenia este Malagasy (pronunțat „mal-gazh”), fiind derivat din cuvântul Madagascar. În limba română malagasy este tradus malgaș / malgașă. Limba malgașă este limba cea mai vorbită în Madagascar, fiind totodată și limba oficială.

## Istorie
Insula este populată la începutul mileniului I de etnii asiatice originare din Indonezia, Malaysia și Melanesia, care se contopesc cu populația aborigenă dar și cu cea africană și arabă imigrată ulterior. În secolele X - XI se răspândește islamul adus de arabii care întemeiază primele colonii în estul insulei.

Navigatorul portughez Diogo Dias este în august 1500 primul european care vizitează Madagascarul, urmat de negustorii olandezi, francezi și englezi. De la numele de "matacassi" dat de europeni popoarelor aborigene derivă denumirea modernă a statului. Tentativa Franței de a-și impune în secolul al XVII-lea autoritatea colonială eșuează în față rezistenței autohtone. Regatul absolutist Merina (Imerina) creat în secolul al XVII-lea unifică, în timpul suveranului Radama I (1810-1828), întreaga insulă și adoptă numele oficial de Regatul Madagascar. În 1885 Franța impune Madagascarului protectoratul său, apoi îl proclamă în 1896 colonie. Madagascarul a devenit republică independentă la 26 iunie 1960.

## Geografie

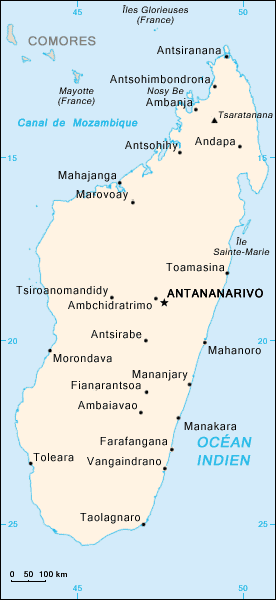
Harta Madagascarului. Nosy înseamnă insulă în limba Malagasy.

Cu cei 587 040 km², Madagascarul este a 46 țară din lume (după Botswana) și cea de-a patra insulă ca mărime din lume. Este comparabilă ca mărime cu Kenya.
Există două anotimpuri: cel cald și ploios care durează din noiembrie până în aprilie, și cel răcoros și mai uscat ce ține din mai până în octombrie. Vântul din sud-est este dominant, iar ocazional se formează cicloane.
Relieful este caracterizat prin podișuri (altitudinea medie este de 1000 m) în partea centrală, cu zone muntoase (altitudinea maximă de 2886, Tsaratanana) și de câmpie litorală în est. Alte piscuri marcante: Boby (2666 m), Ankaratra (2643 m). Râuri: Mangoky, Mahavavy. Faună bogată originară (aici trăiesc 3/4 din lemurienii de pe glob).

## Economie
Economia este dominată de agricultură, culturile importante sunt cele de orez și cassava, pe langă plantațiile comerciale de cafea, cuișoare și vanilie.

## Demografie
Populația din Madagascar este în majoritate de origine afro-asiatică. Un studiu recent a lăsat să se înțeleagă că insula era nelocuită până în secolul I, când, probabil au debarcat călători de origine indoneziană.
Cele 18 etnii din Madagascar sunt:
1. Antaifasy
2. Antemoro
3. Antaisaka
4. Antakarana
5. Antambahoaka
6. Antandroy
7. Antanosy
8. Bara
9. Betsileo
10. Betsimisaraka
11. Bezanozano
12. Mahafaly
13. Merina
14. Sakalava
15. Sihanaka
16. Tanala
17. Tsimihety
18. Vezo

Ultimele cercetări în materie de ADN arată că materialul genetic al majorității unui malgaș este constituit aproximativ în masură egală din gene austroneziene și gene din Africa de Est, deși genetica unor comunități arată o predominanță din genetica austroneziană sau de origini africane sau unele de origine arabe, indiene sau europene. Cele mai mari grupuri etnice din republică sunt Bersimisaraka constituind aproape 14.9 % , Tsimihety și Sakalava cu 6 % fiecare. În Madagascar sunt prezente circa 65 de naționalități, iar cele ce formează minoritatea sunt naționalitățile chineze, indiene, comoriene (Comore este o țară insulară din Oceanul Indian, localizată în largul coastelor Africii în partea de nord a Canalului Mozambic între Madagascar și Mozambic), dar și unele europene, dar în mare parte franceză. În mijlocul lui 1980 numărul de minorități au fost estimate la 25.000 de comorieni, 18.000 de francezi, 17.000 de indieni și 9.000 de chinezi.

## Patrimoniumondial UNESCO
Până în anul 2011 pe lista patrimoniului mondial UNESCO au fost incluse 3 obiective din această țară.

## Curiozități
- Madagascar înseamnă „Țara malgașilor”, deoarece băștinașii purtau numele de malgași, adică „oameni malaezi”.[necesită citare]

- Această insulă africană, cu o suprafață de 587.041 km pătrați este a patra ca mărime din lume după: Groenlanda, Noua Guinee și Borneo, fiind denumită și „Marea Insulă Roșie” datorită culorii solului. De asemenea, Insula Madagascar mai este numită și „Insula grafitului”, deoarece are resurse extrem de bogate de grafit.